# Romesco
O molho romesco é típico da culinária da Catalunha, especificamente da região de Tarragona, onde era servido tradicionalmente com peixe, mas também pode acompanhar pratos de carne, mariscos, caracóis e saladas. Trata-se duma mistura de amêndoas e avelãs branqueadas e torradas, alho assado, tomate salteado, malaguetas secas – as ñoras – ou assadas (as mais fortes) e pão seco frito em azeite; todos estes ingredientes são processados num almofariz ou liquidificador e misturados com azeite e vinagre ou vinho branco.  
A utilização mais típica do molho romesco é para acompanhar calçots, um tipo de cebolinho que se assa num fogo de sarmentos de videira. De qualquer forma, depois de preparado, o molho deve ser colocado na geleira, pelo menos algumas horas, podendo conservar-se até uma semana num frasco bem fechado. 